# النجد (بعدان)

تعديل مصدري - تعديل

النجد محلة تابعة لقرية الحرامص، التابعة لعزلة حيسان بمديرية بعدان إحدى مديريات محافظة إب في الجمهورية اليمنية، بلغ تعداد سكانها 73 حسب تعداد اليمن لعام 2004.